# Roman Kozák
Roman Kozák (* 18. září 1965, Podbořany, Československo) je český železničář - výpravčí, milovník Šumavy a spisovatel. Je autorem většího počtu sbírek pohádek, železničních příběhů a vlastivědných knih. Část jeho děl byla přeložena do němčiny. Je místopředsedou Stifterova pošumavského železničního spolku se sídlem ve Vimperku.

## Život
Narodil se 18. září 1965 v Podbořanech. Je zaměstnán na železnici. Od roku 1988 žije ve Volarech/Vimperku. Pracuje jako výpravčí ve Vimperku

## Knihy
- Pohádky ze šumavských lokálek (poprvé 1993, dále 2000 a 2003), německy vyšlo v roce 2001 pod jménem Märchen für die Bimmelbahn
- Příběhy schované v žule (1995)
- Srdce Vltavy (1995), německy vyšlo v roce 2006 pod jménem Das Moldauherz und andere Sagen und Geschichten aus dem Böhmerwald
- Karel Čapek a Černý Kříž aneb Čas dlouhý, čas šumící (1996)
- Neznámá válka pod Boubínem aneb místo činu Volary, Deutchböhmen, 1918 (1996)
- Hotelový sluha u každého vlaku (1999)
- Nové údolí aneb Vyprávění nejen o kolejích přes hranici (1999)
- Volary - 130 let městem (2001)
- Historie a současnost podnikání na Prachaticku a Vimpersku (2003, s Pavlem Fenclem)
- Další pohádky ze šumavských lokálek (2005)
- Zmizelé Čechy: Volarsko (2006)
- Volary, vlídná tvář Šumavy (2008)
- Pasov, zpáteční (2010)
- Nositelé Jízdního řádu (2012)
- Příběhy schované v žule (2013 jako e-kniha) nakladatelství DriftBooks
- Pohádky ze šumavských lokálek (2013 jako e-kniha) nakladatelství DriftBooks